# Gusilay jezik
Gusilay jezik (ISO 639-3: gsl; gusiilay, gusilaay, kusiilaay, kusilay), atlantski jezik iz Senegala, kojim govori oko 15 400 ljudi (2006) iz plemena Gusilay (Jola-Gusilay) duž granice s Gvinejom Bisau. Govori se poglavito u selu Tionk Essil.
Gusilay zajedno s jezikom bandial [bqj] čini posebnu podskupinu gusilay koja je dio šire skupine jola centralnih jezika.

## Vanjske poveznice
- Ethnologue (14th)
- Ethnologue (15th)